# Лаурі (Тюрі)
Ла́урі (ест. Lauri küla) — село в Естонії, у волості Тюрі повіту Ярвамаа.

## Населення
Чисельність населення на 31 грудня 2011 року становила 16 осіб.

## Географія
Через населений пункт проходить автошлях 20156 (Кяру — Кядва).

## Історія
До 22 жовтня 2017 року село входило до складу волості Кяру повіту Рапламаа.